# Siegbert Vollmann
Siegbert Vollmann (geboren 23. August 1882 in Steinbach-Hallenberg, Kreis Schmalkalden, Provinz Hessen-Nassau, Preußen; gestorben 25. Juli 1954 in Bochum) war der erste Vorsitzende der „Jüdischen Religionsgemeinschaft Bochum“ nach 1945.

## Biographie
Siegbert Vollmann wurde als jüngstes von sechs Kindern eines Kaufmanns im damals hessischen Steinbach-Hallenberg, heute Thüringen, geboren. Seine Eltern waren Isidor Vollmann (1841–1913) und Marianne, geborene Reis. Nach dem Besuch der Volksschule machte er eine kaufmännische Lehre. Nach verschiedenen Anstellungen in ganz Deutschland und einer vierjährigen Zeit als Soldat im Ersten Weltkrieg, in der er militärische Auszeichnungen erhielt, wurde er 1928 in Bochum Abteilungsleiter und Einkäufer im Kaufhaus Alsberg, wo er für verschiedene Textilabteilungen zuständig war. Er war verheiratet mit Emmy (1886–1978), geborene Heitmann, einer Protestantin, was ab 1935 als sogenannte „Mischehe“ bezeichnet wurde und Vollmann zeitweise minimalen Schutz bot. 1935 erhielt er das Ehrenkreuz des Weltkrieges. Die Eheleute hatten einen Sohn namens Gert (1922–2004).
Am 31. Juli 1935 wurde Vollmann auf Veranlassung der NSDAP-Gauleitung Bochum vom Kaufhaus Alsberg entlassen. Im Anschluss gründete er eine Fabrikation von Berufskleidung. Die jüdischen Eigentümer des Kaufhauses wurden ab 1933 zum Verkauf des Hauses gedrängt. Insgeheim blieb das Kaufhaus bis 1938 jedoch in ihrem Besitz, wurde aber nach dem Bochumer Arzt und Dichter Carl Arnold Kortum (1745–1824) umbenannt. Die Warenhaus-Eigentümer Emma, Martha und Alfred Alsberg wurden nach 1941 in Konzentrationslagern ermordet, drei Kinder überlebten im Ausland.
Nach den Novemberpogromen 1938 wurde Vollmanns Geschäft geschlossen, nachdem zuvor schon Lieferanten sich geweigert hatten, ihn mit Waren zu versorgen. Nur durch Zufall entkam er zunächst SA-Männern, die ihn in seiner Wohnung verhaften wollten. Daraufhin hielt er sich einige Wochen bei Verwandten in Moers versteckt. Ab Januar 1939 hatte er keine Einkünfte mehr und lebte mit seiner Frau von Ersparnissen. Die Familie musste ihre bisherige Wohnung in der Alsenstraße nach einer widerrechtlichen Kündigung verlassen. Zum 1. Juli 1939 mussten die Vollmanns in das „Judenhaus“ Frommsche Villa in der Horst-Wessel-Str. 56 (heute Kanalstraße) ziehen, später in ein anderes in der Rottstraße 9. Bemühungen, in die USA auszuwandern, scheiterten. Der Sohn Gert konnte 1939 mit einem Kindertransport von Else Hirsch in die Niederlande ausreisen; er traf seine Eltern erst nach zehn Jahren wieder. 
1942 wurde Vollmann verhaftet. Auf Veranlassung der Gestapo wurde er in Tiefbaufirmen zwangsweise als Hilfsarbeiter eingesetzt und musste körperlich schwer arbeiten, was seine Gesundheit stark schädigte. Von 1943 bis 1944 wurde er in einem Arbeitslager in Kamen gefangen gehalten, 1944 drei Monate lang in einem Lager in Oestrich. In Kamen etwa musste der über 60-jährige für das Iserlohner Bauunternehmen Eduard Niclas bis zum 29. September 1944 als Gleisarbeiter arbeiten. Ende September 1944 wurde er mit weiteren Männern nach Thüringen transportiert. Während die meisten Gefangenen nach einem Zwischenaufenthalt in einem Lager bei Halle nach Theresienstadt deportiert wurden, kam Vollmann in ein Internierungslager in Berlin. Drei Monate nach Kriegsende kehrte er zurück nach Bochum, schwer erkrankt und arbeitsunfähig.

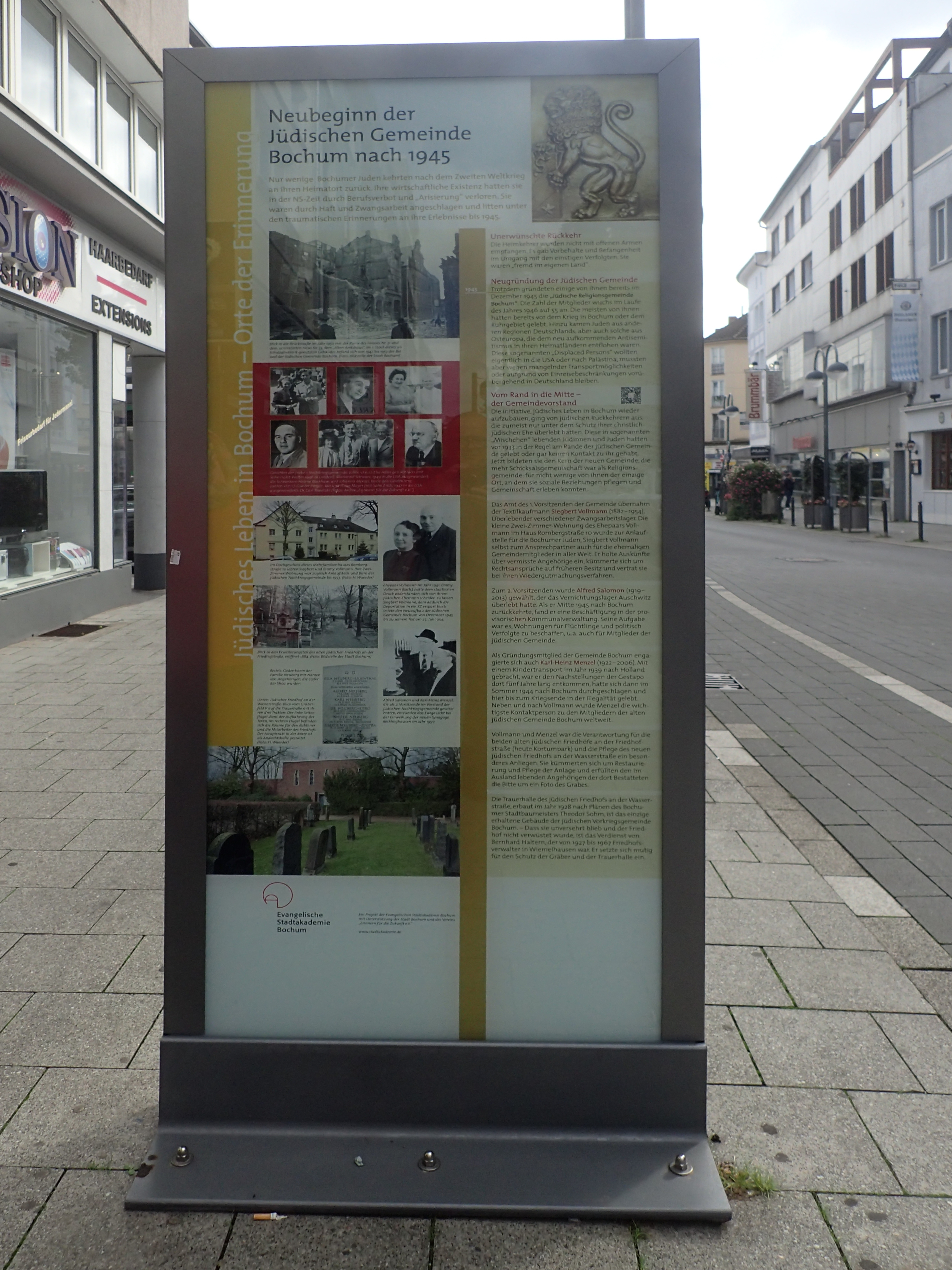
Stele in Bochum, die an den Neubeginn der Jüdischen Gemeinde nach 1945 erinnert

Im Dezember 1945 gründeten nach Bochum zurückgekehrte Juden die „Jüdische Religionsgemeinschaft Bochum“, und der schwerkranke Siegbert Vollmann übernahm den Vorsitz. Die ersten Aktivitäten der Gemeinde ließen sich auf der Basis seines schriftlichen Nachlasses rekonstruieren. Danach wurde es als eine vordringliche Aufgabe angesehen, die Gräber auf den beiden jüdischen Friedhöfen der Stadt wiederherzustellen. Vollmann selbst kümmerte sich um Wiedergutmachungsangelegenheiten, hielt den Kontakt zu überlebenden Bochumer Juden in aller Welt, übernahm Behördengänge und verhandelte über Nachlasspflegschaften. Immer wieder musste er Bescheinigungen ausstellen, die ein Deportationsdatum aus Bochum in den Jahren 1942/43 „mit unbekanntem Ziel“ vermerkten. Vor 1933 hatten über 1000 Juden in Bochum gelebt: im Februar 1946 waren es 33, Ende 1946 waren es 55. Ein Gedenkbuch der Shoah-Opfer listet die Namen von über 500 ermordeten jüdischen Menschen aus Bochum auf. Vollmann, der zunehmend längere Zeiten bettlägerig war, lenkte die Arbeit für die Gemeinde mit Unterstützung seiner christlichen Ehefrau Emmy von seiner Wohnung aus.
In einem Brief aus dem Jahr 1949 stellte Vollmann resigniert fest: „[…] Der Antisemitismus sitzt noch tief im Volke und in unserer jüdischen Zeitung kann man von ihm und den vielen Gräberschändungen reichlich genug lesen. Die jüngeren Menschen, die hier noch leben, hätten gut getan auszuwandern, statt Familien zu gründen. […]“ 1950 prophezeite er in einem Brief in die USA: „[…] Es wird natürlich immer eine starke Rechtsströmung geben und auch der Antisemitismus wird in Deutschland nicht aussterben, selbst wenn keine Juden mehr in Deutschland sind […].“
Siegbert Vollmann starb am 25. Juli 1954 im Alter von 71 Jahren an einem Herzinfarkt. Er wurde auf dem Jüdischen Friedhof Bochum bestattet. Auch seine Frau Emmy, die 1978 an den Folgen einer Operation starb, liegt dort beerdigt. Ihr Sohn Gert konnte die Bestattung seiner christlichen Mutter entgegen den Traditionen dort durchsetzen, da sein Vater sich das gewünscht hatte. Gert Vollmann hatte 1945 in den Niederlanden geheiratet, wo er 2004 starb. Gemeinsam mit seiner Frau führte er von 1942 bis 1982 in Zaandam die Drogerie und Parfümerie Maria Barbara. Die Eheleute bekamen drei Kinder. Sie sind in Zaandam bestattet. Die Enkelin Annelies Vollmann publizierte 2022 das Buch Sterren in de tijd mit Dokumenten und Bildern ihrer Familie.